# Isona i Conca Dellà
Isona i Conca Dellà (em catalão e oficialmente) ou Isona y Conca Dellá (em castelhano) é um município da Espanha na comarca de Pallars Jussà, província de Lérida, comunidade autónoma da Catalunha. Tem 135,3 km² de área e em 2021 tinha 1 060 habitantes (densidade: 7,8 hab./km²).
O município foi criado em 1970 com o nome de Conca d'Alla (em catalão: Conca d'Allà). O nome depois mudou para Isona i Conca d'Allà antes de ter sido adotado o nome oficial atual.

## Demografia
| Variação demográfica do município entre 1991 e 2004 [carece de fontes?] | Variação demográfica do município entre 1991 e 2004 [carece de fontes?] | Variação demográfica do município entre 1991 e 2004 [carece de fontes?] | Variação demográfica do município entre 1991 e 2004 [carece de fontes?] |
| ----------------------------------------------------------------------- | ----------------------------------------------------------------------- | ----------------------------------------------------------------------- | ----------------------------------------------------------------------- |
| 1991                                                                    | 1996                                                                    | 2001                                                                    | 2004                                                                    |
| 1367                                                                    | 1272                                                                    | 1180                                                                    | 1189                                                                    |